# Diarmuid Kilgallen
Pas d'image ? Cliquez ici

a Compétitions nationales et continentales officielles uniquement.

Dernière mise à jour le 26 janvier 2025.
Diarmuid Kilgallen, né le 3 août 2000 à Eadestown (Irlande), est un joueur irlandais de rugby à XV jouant au poste d'ailier au Munster.

## Biographie
Diarmuid Kilgallen commence à jouer au rugby à XV au Naas RFC, puis joue au Cistercian College Roscrea. Il rejoint ensuite le centre de formation du Connacht en 2019.
Il joue le premier match de sa carrière avec le Connacht durant la dernière journée de Pro14 de la saison 2019-2020 contre le Munster, remplaçant Matt Healy en fin de match.
En 2020, il est sélectionné avec l'équipe d'Irlande des moins de 20 ans pour le Tournoi des Six Nations mais il ne dispute aucune rencontre.
À l'été 2024, il rejoint le Munster et signe un contrat de deux ans,. Il manque le début de saison 2024-2025 à cause d'une blessure à la jambe.